# Trận hùng chiến xứ sở lá cây
Trận hùng chiến xứ sở lá cây (tên gốc tiếng Anh: Epic) là một bộ phim hoạt hình 3D thuộc thể loại phiêu lưu - kỳ ảo của điện ảnh Hoa Kỳ. Nội dung phim dựa trên quyển sách dành cho thiếu nhi của William Joyce mang tên The Leaf Men and the Brave Good Bugs. Bộ phim được sản xuất bởi hãng Blue Sky Studios, và đạo diễn bởi Chris Wedge, ông từng thành công với phim Ice Age (2002) và Robots (2005). Các diễn viên lồng tiếng cho các nhận vật trong phim phải kể đến Amanda Seyfried, Josh Hutcherson, Colin Farrell, Christoph Waltz, Aziz Ansari, Chris O'Dowd, Pitbull, Jason Sudeikis, với Steven Tyler và Beyoncé Knowles. Bộ phim được công chiếu vào ngày 24 tháng 5 năm 2013.